# Selektor (reggae)
Selektor – określenie DJ-a w reggae, czy dancehall. Zajmuje się on m.in. wyborem riddimów, które będą grane.